# Henry Somm

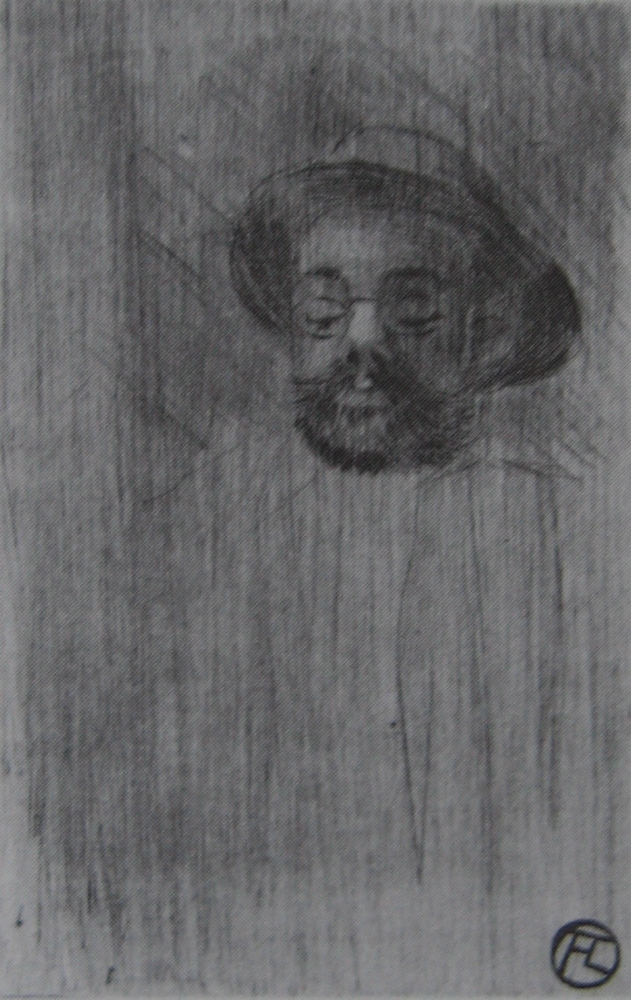
Henry Somm, door Toulouse-Lautrec

Henry Somm, eigenlijk François Clément Sommier (Rouen, 1844 – Parijs, 14 maart 1907) was een Frans kunstschilder en illustrator. Hij wordt voornamelijk gerekend tot het impressionisme.

## Leven en werk
Somm begon zijn studies aan de 'École Municipale de Dessin' in Rouen. In de jaren 1860 ging hij naar Parijs en trad daar in de leer bij Isodore Pils en Henri Bravière, die hem het grafische vak leerde. Hij verkocht karikaturen en humoristische illustraties aan vooraanstaande kranten en tijdschriften, zoals 'Charge', 'Cravache', 'L’Inutile', 'Gazette Parisienne', en 'Courier Français'. Ook maakte hij veelvuldig illustraties voor menu's, ansichtkaarten, kalenders, enzovoort. Daarnaast maakte hij ontwerpen voor de porseleinfabriek van Haviland, waar Félix Bracquemond artistiek directeur was. Op latere leeftijd werkte hij onder meer voor de tijdschriften 'Le Chat Noir' en 'Le Rire', ook met redactionele bijdragen.
Somm was daarnaast ook actief als kunstschilder en nam in 1879 met drie werken deel aan de vierde grote impressionistententoonstelling. Hij werkte vooral in een impressionistische stijl, vaak in waterverf, maar werd ook gefascineerd door de Japanse kunst, die in die dagen te Parijs sterk in de mode was. In 1890 ontmoette hij Toulouse-Lautrec, die erg onder de indruk was van zijn voorstellingen van het dagelijks leven. Zijn latere werken worden wel gerangschikt in het kader van de overgang van het impressionisme naar het symbolisme.

## Galerij

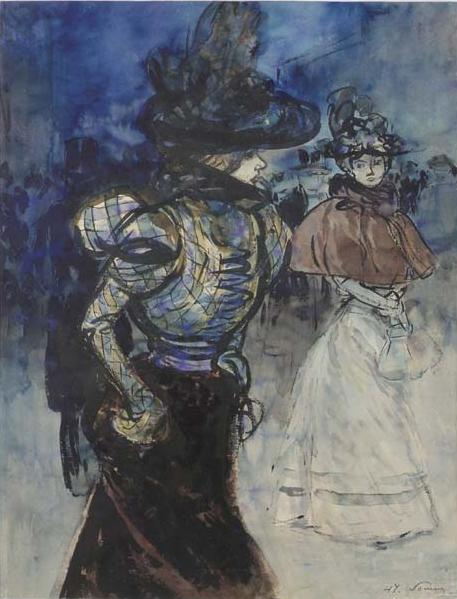
Elégantes au chapeau
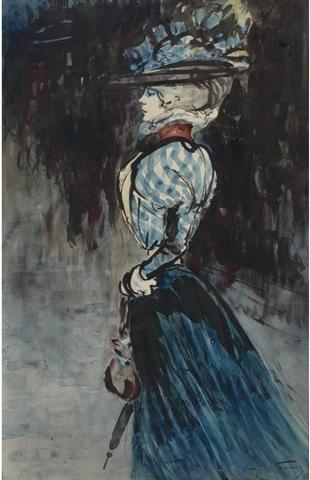
Jeune Parisienne, de profil gauche
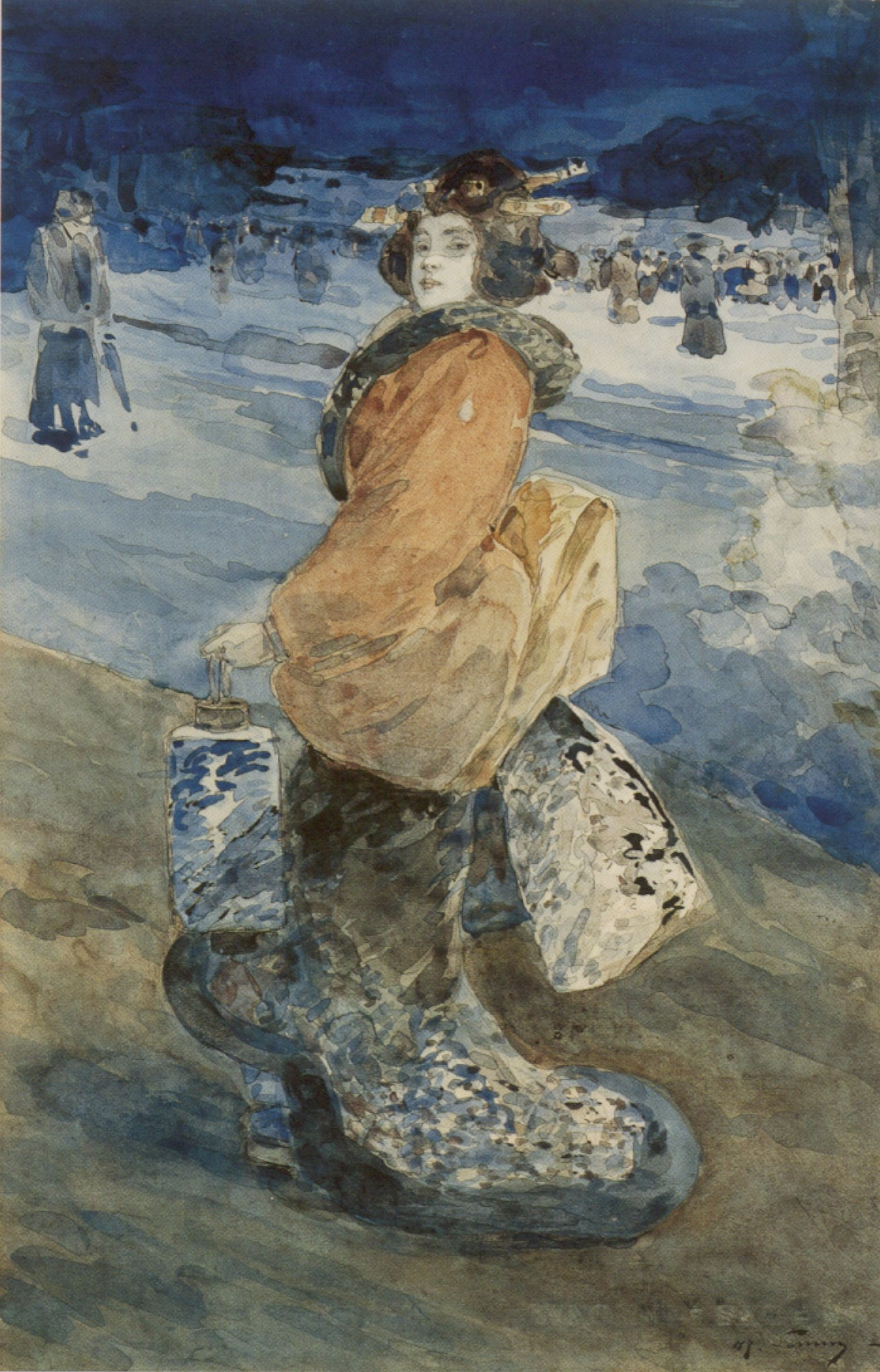
L'Élégante Japonaise
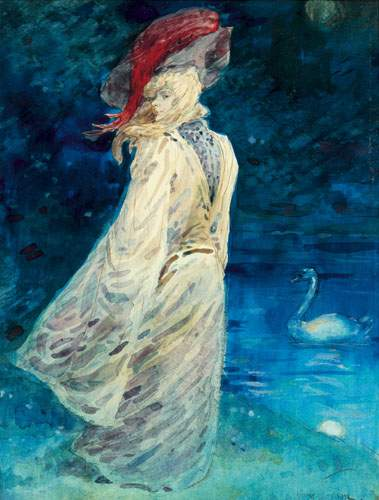
Elegante au Cygne
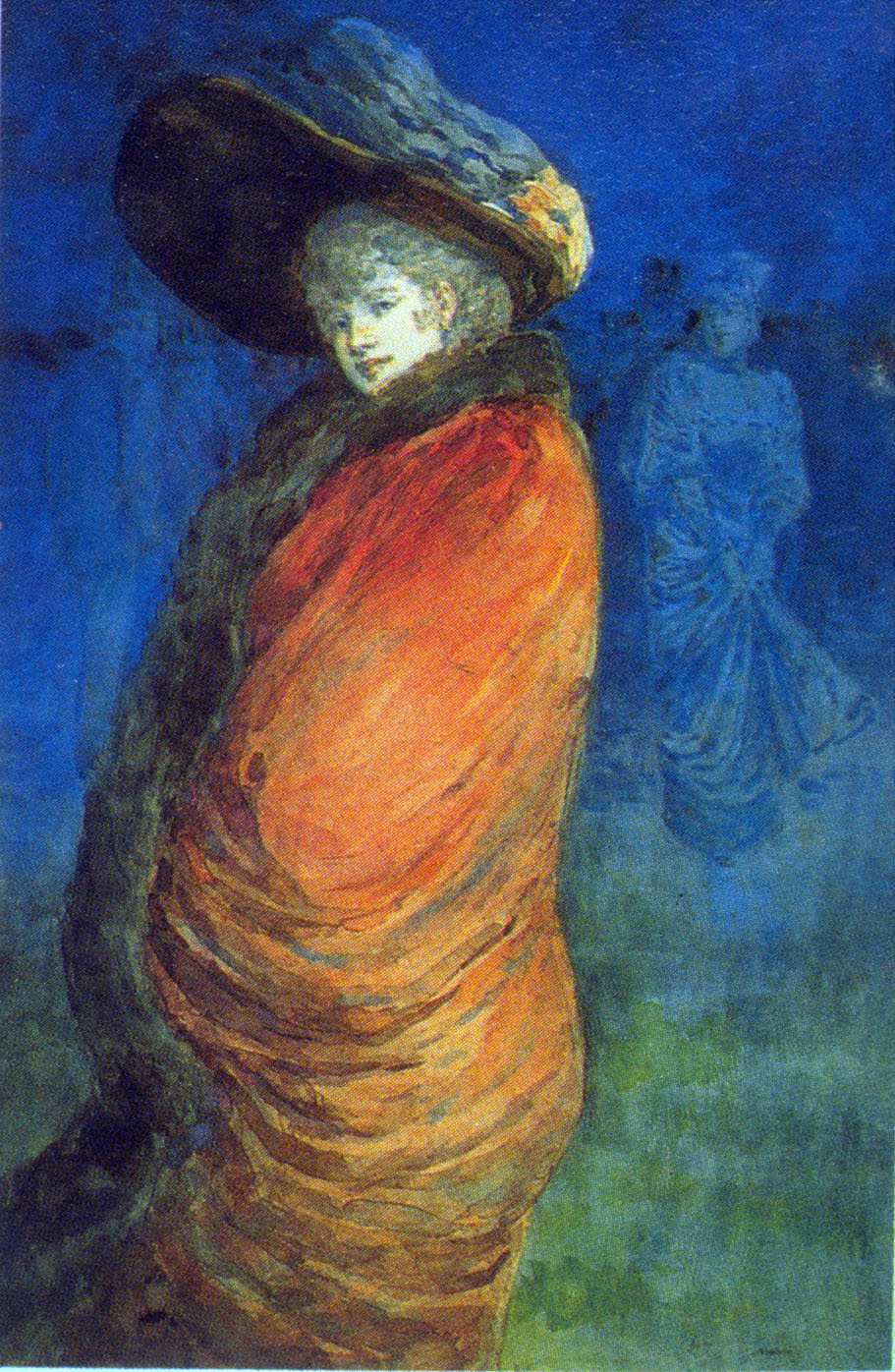
Overjas
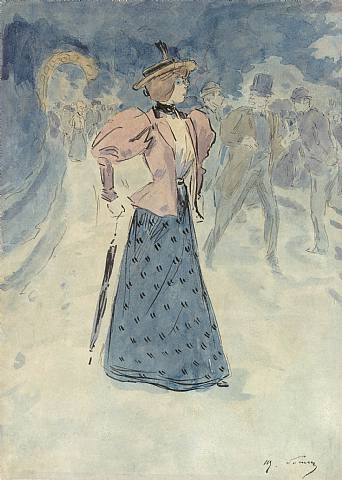
Elégante dans la foule
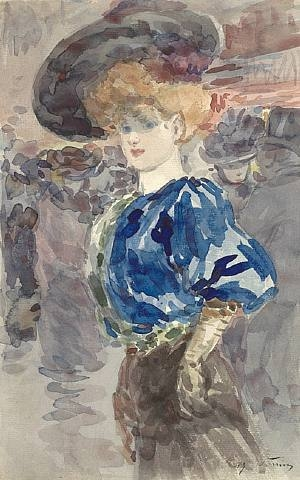
La Parisienne
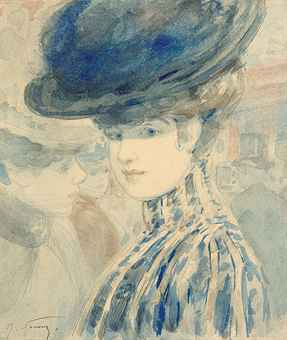
Portrait de femme au chapeau bleu
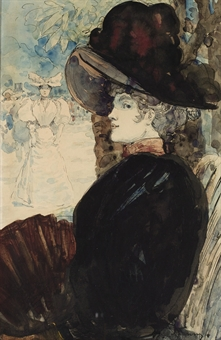
Jeune femme au chapeau vue de profil vers la gauche
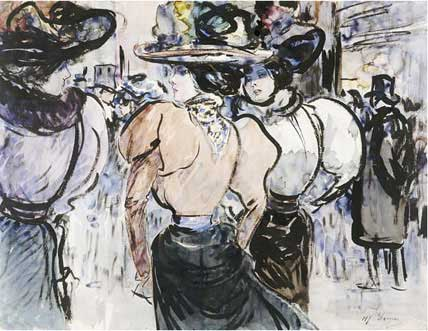
Elegantes dans la Rue Giclee